# Neckera webbiana
Neckera webbiana là một loài Rêu trong họ Neckeraceae. Loài này được (Mont.) Düll miêu tả khoa học đầu tiên năm 1979.